# Chợ Jagalchi
Chợ Jagalchi là một chợ cá ở khu phố Nampo-dong ở Jung-gu, và Chungmu-dong, Seo-gu, Busan, Hàn Quốc. Chợ tọa lạc tại rìa của Cảng Nampo (남포항), Busan. Tên gọi được bắt nguồn từ jagal (자갈 nghĩa là sỏi trong tiếng Hàn) vì khu chợ này đã từng được bao quanh bởi rất nhiều sỏi. Đây là một trong mười địa danh của Busan vì vậy có rất nhiều khách du lịch đến đó để mua sắm.

## Thư viện ảnh

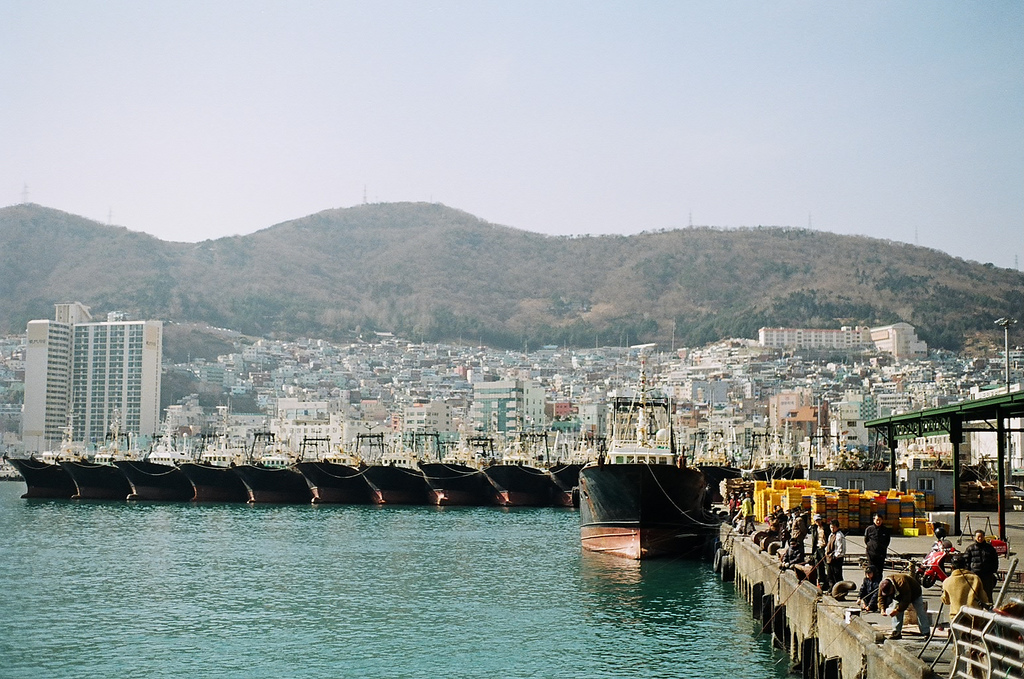
남항/ Cảng Nam
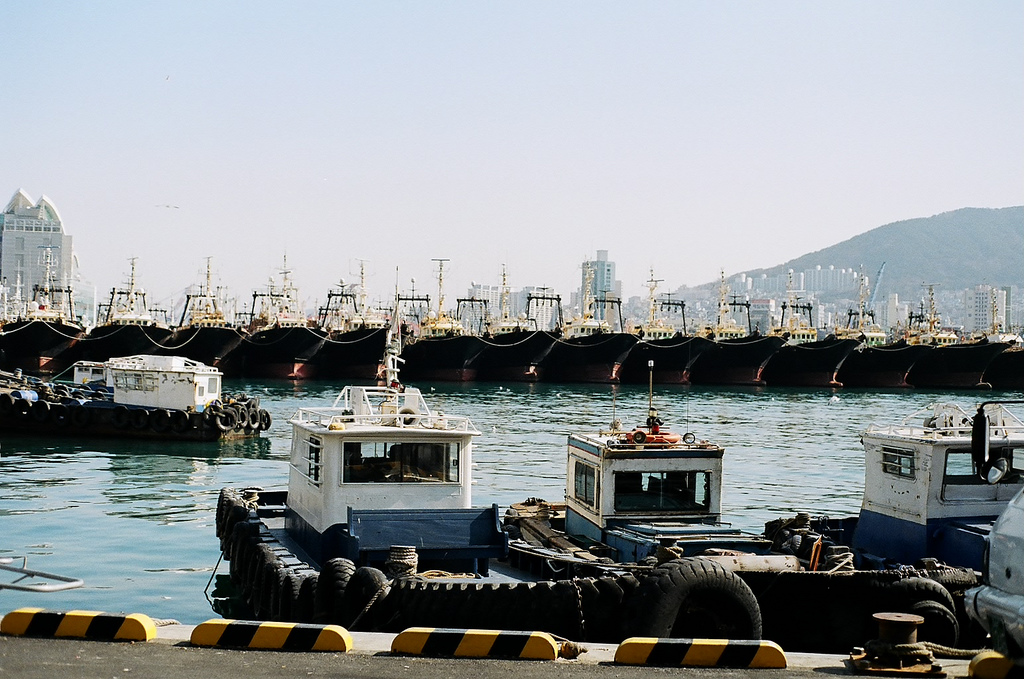
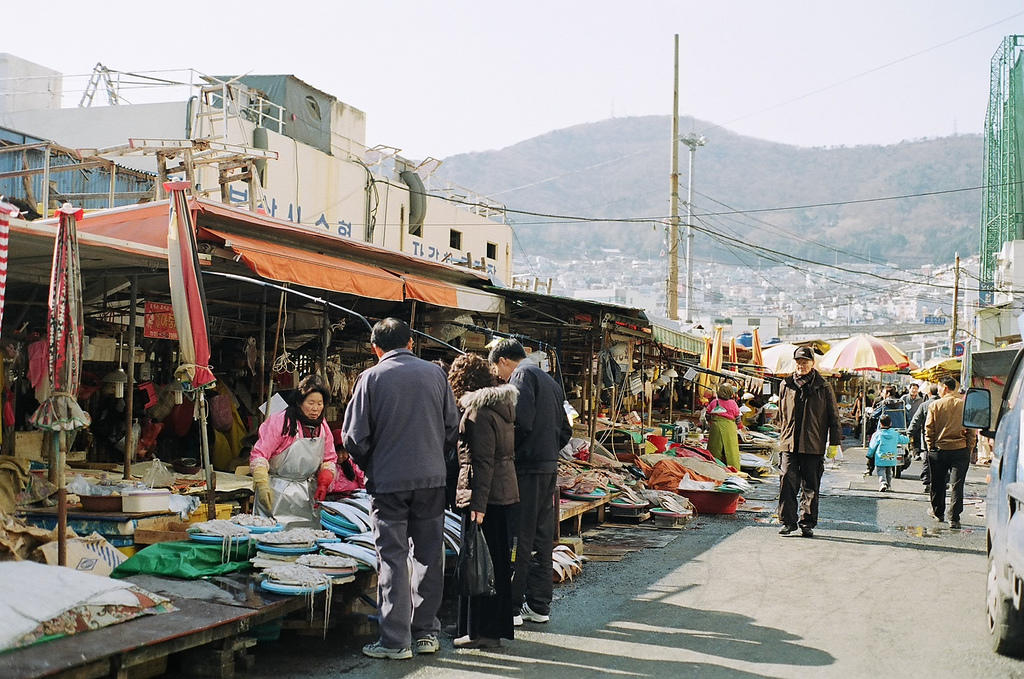
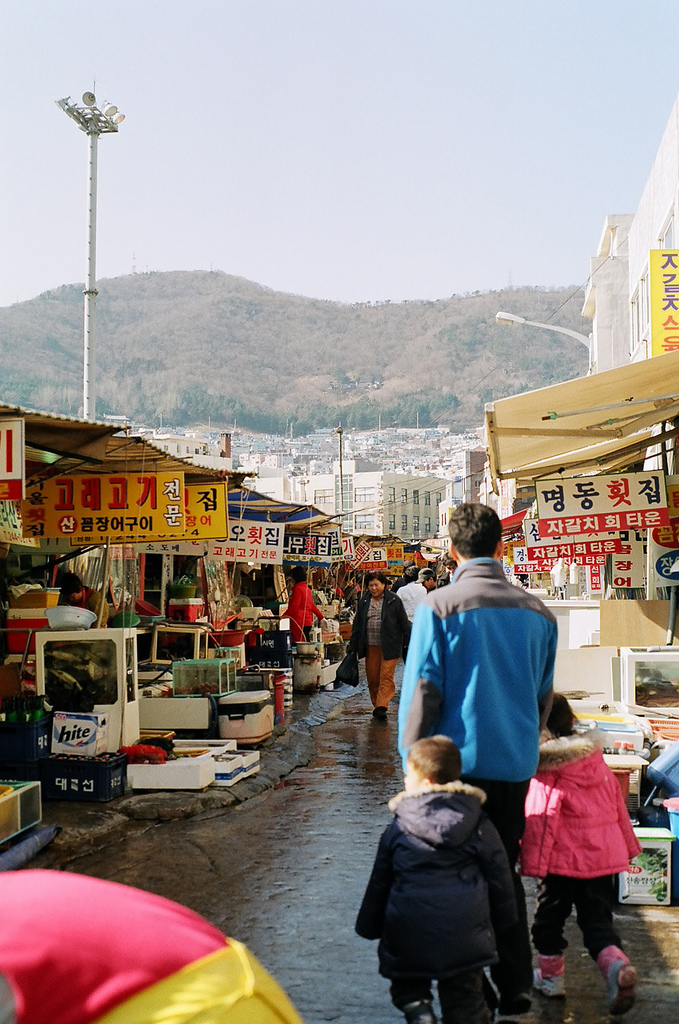
Những nhà hàng phục vụ Hoe (món cá sống) trong chợ.
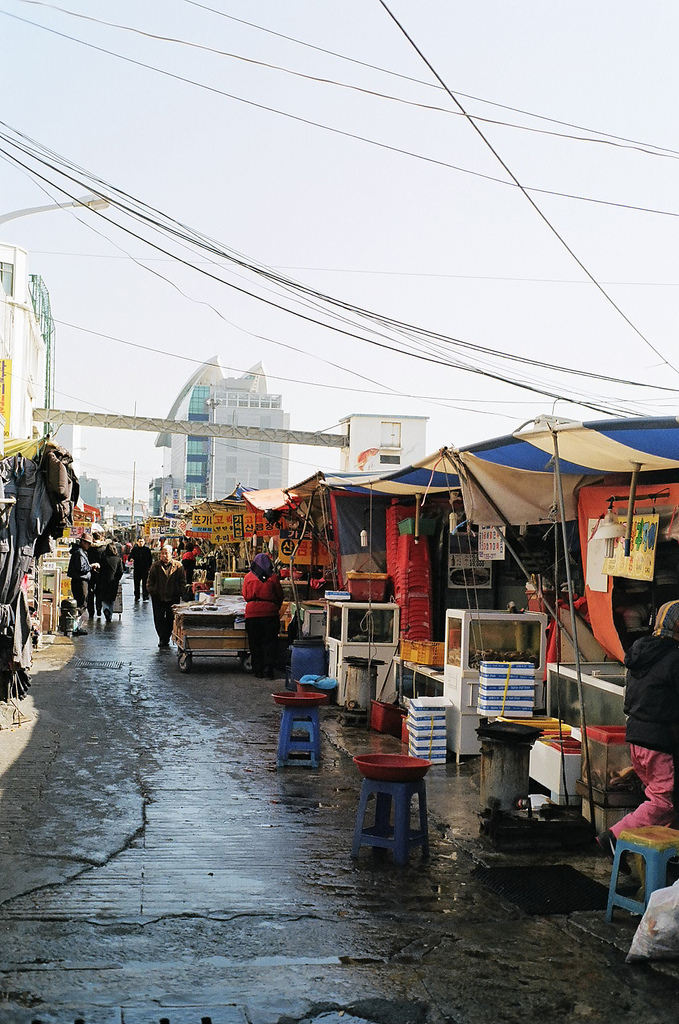
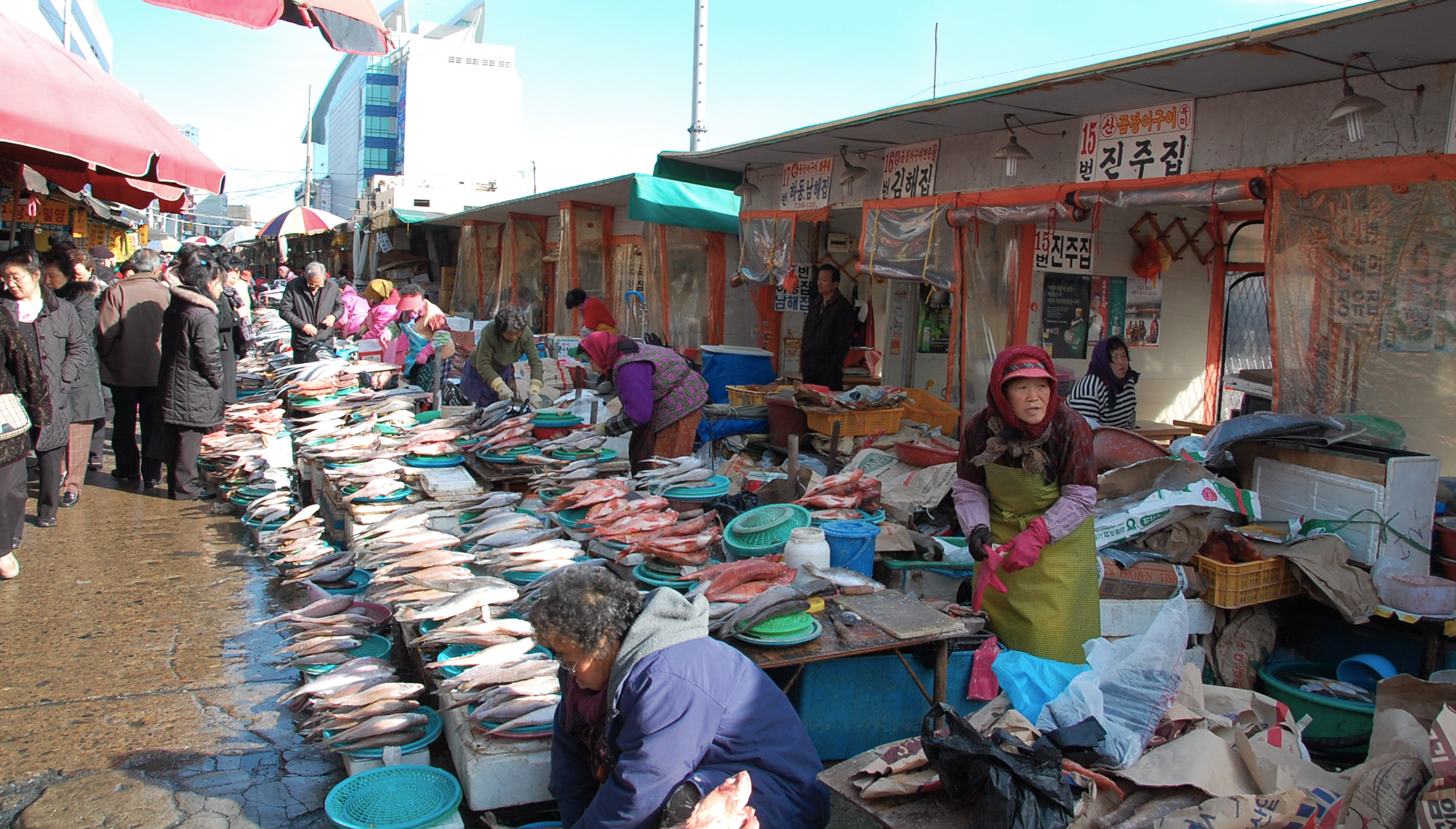
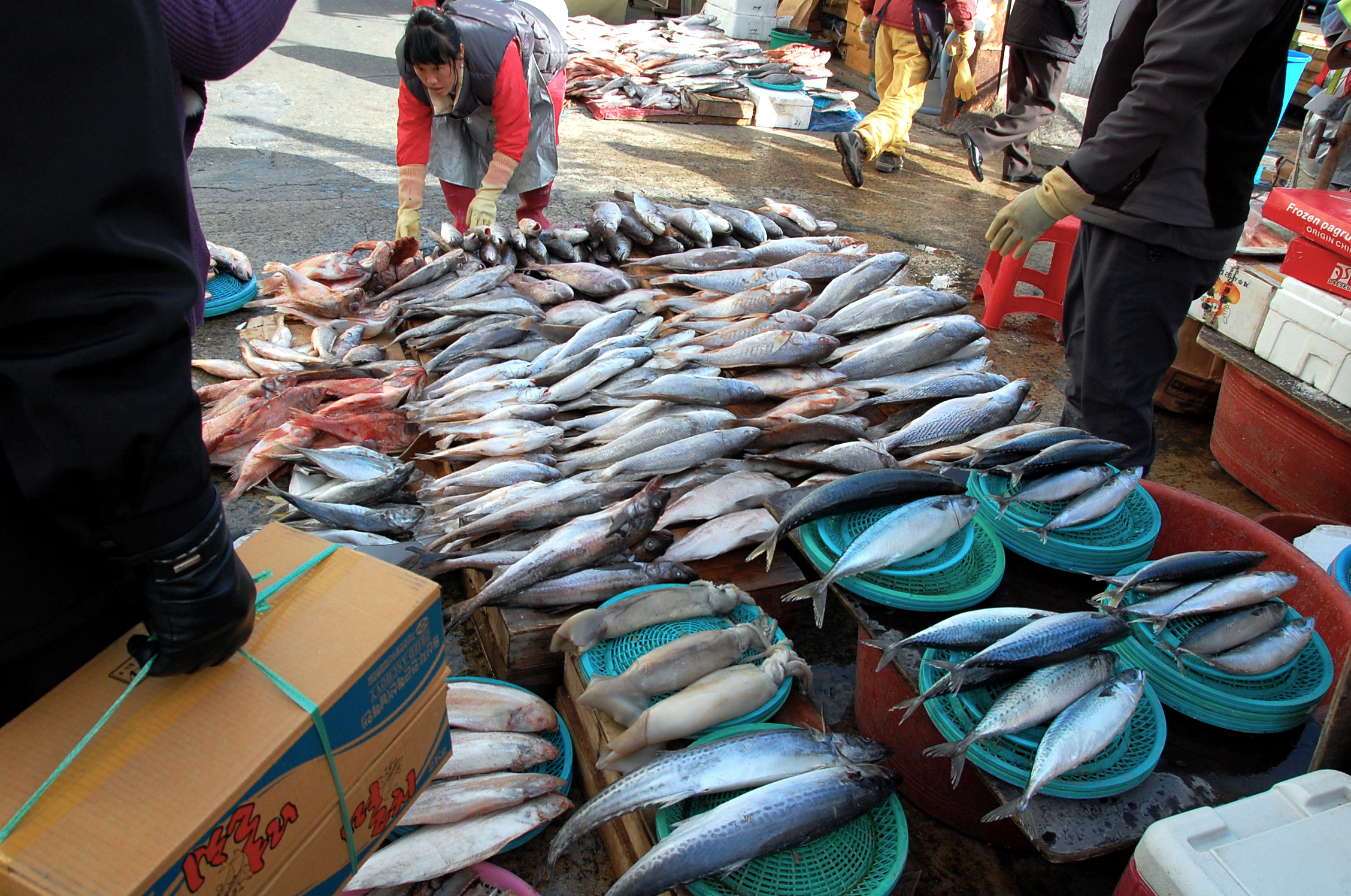
Chợ cá Jagalchi
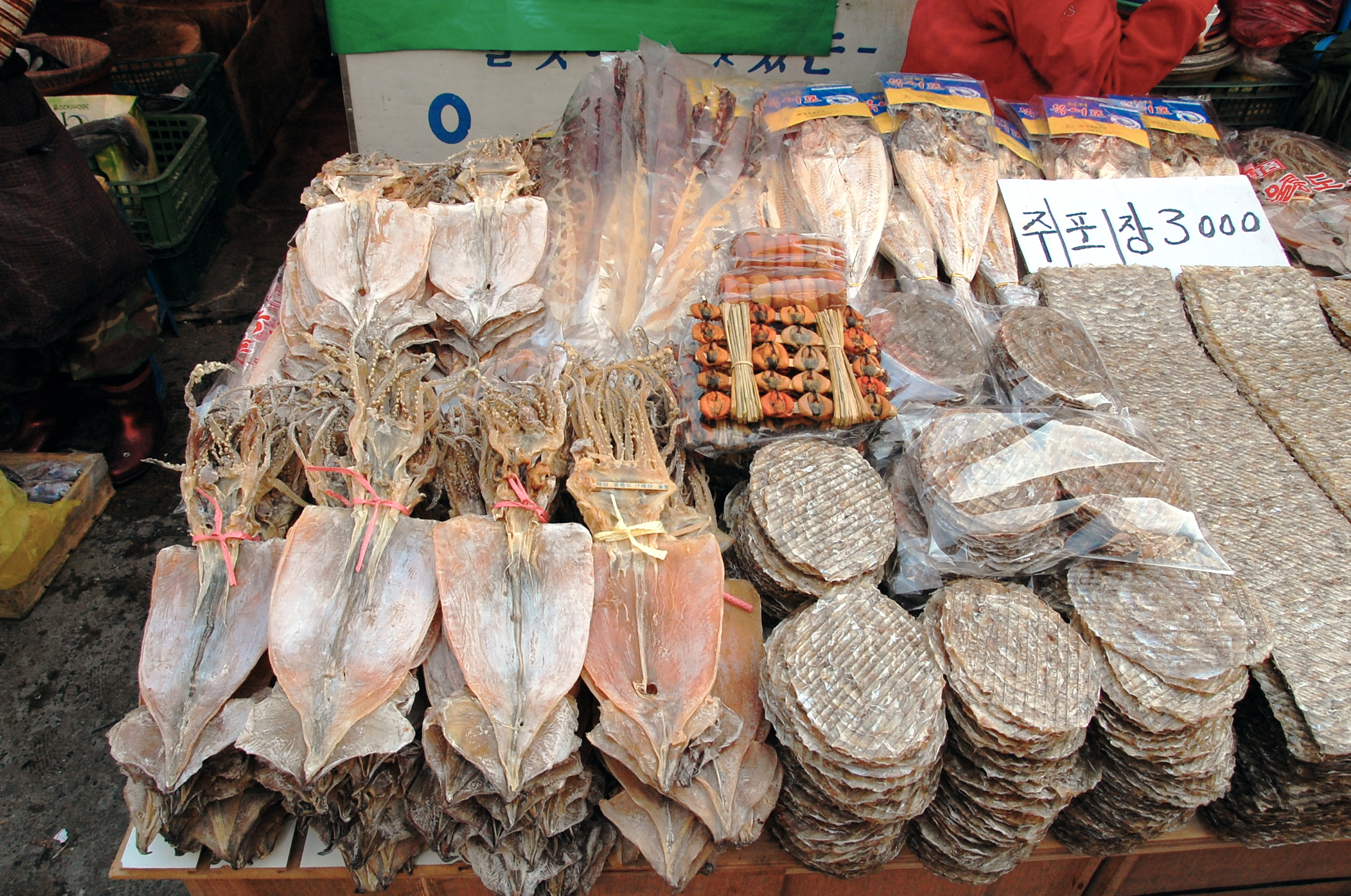
Hải sản sấy khô
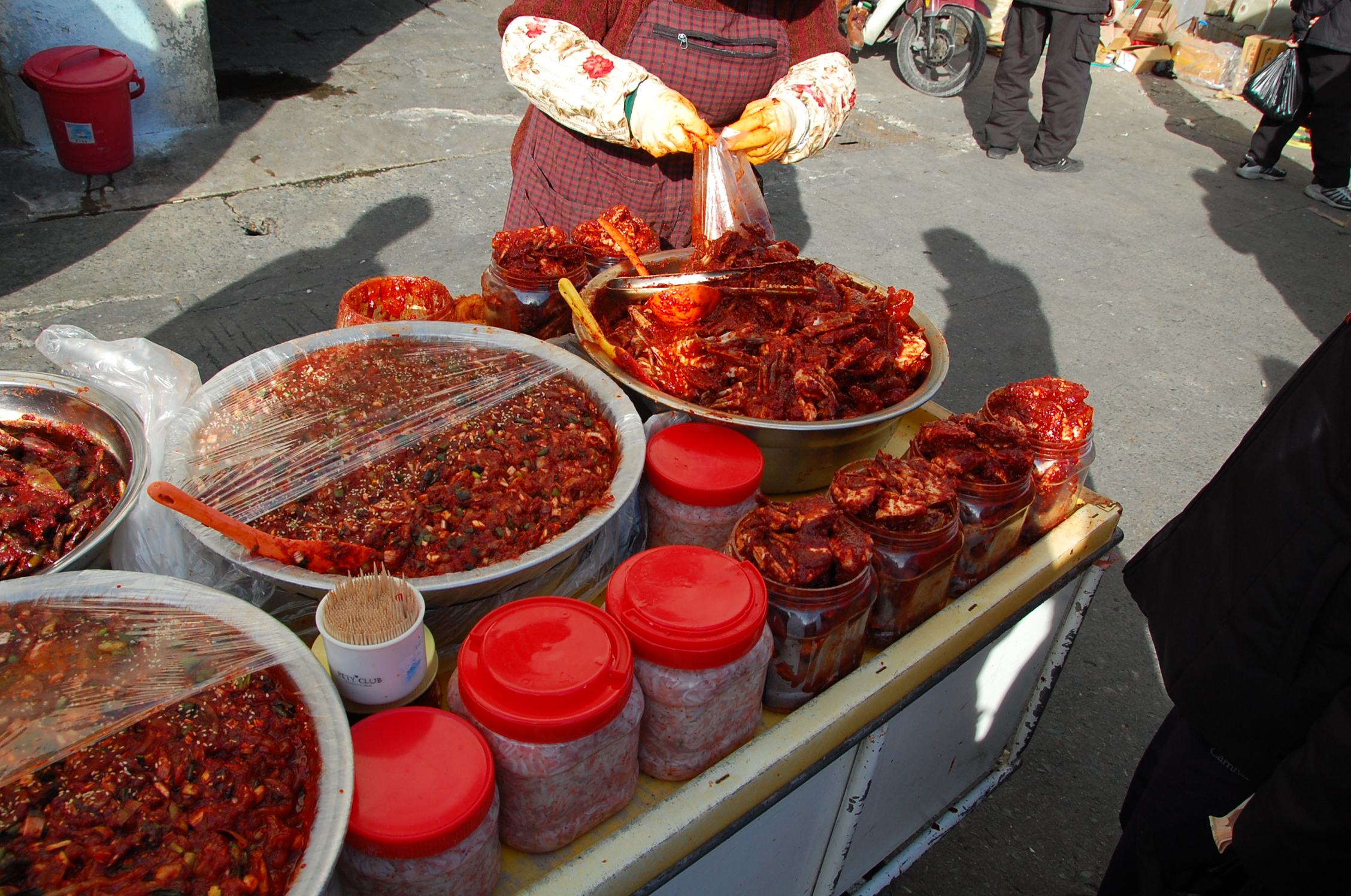
Gian hàng ăn bán yangnyeom gejang (양념 게장), cua ướp với sốt gochujang (gia vị ớt Hàn Quốc).
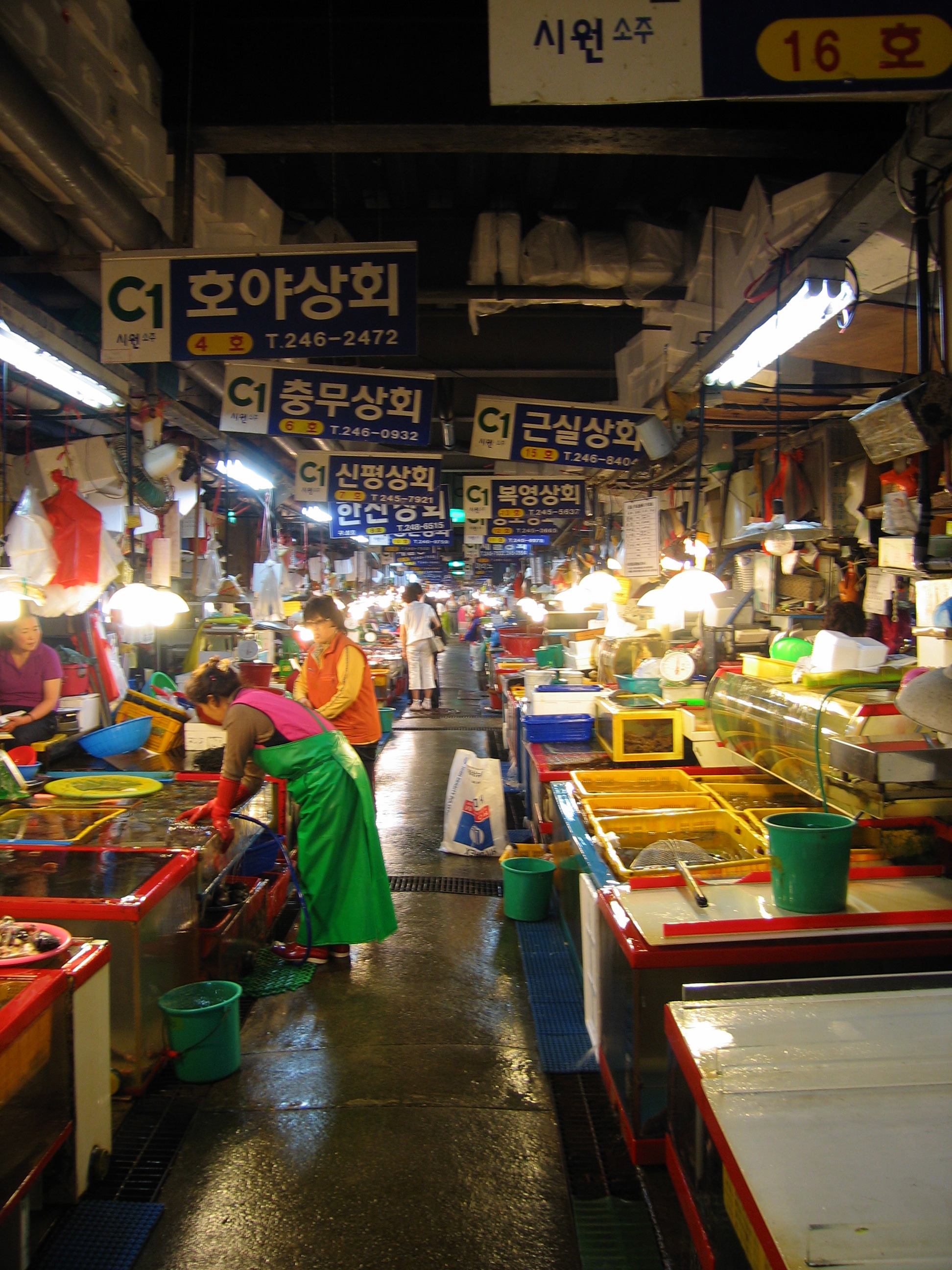
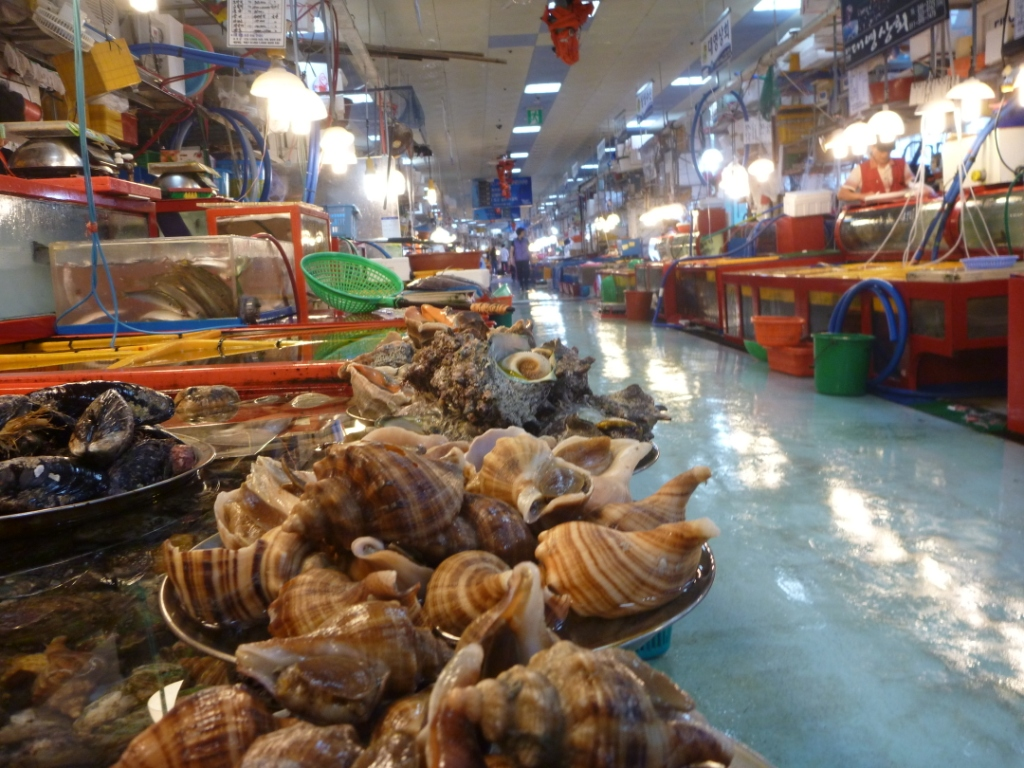
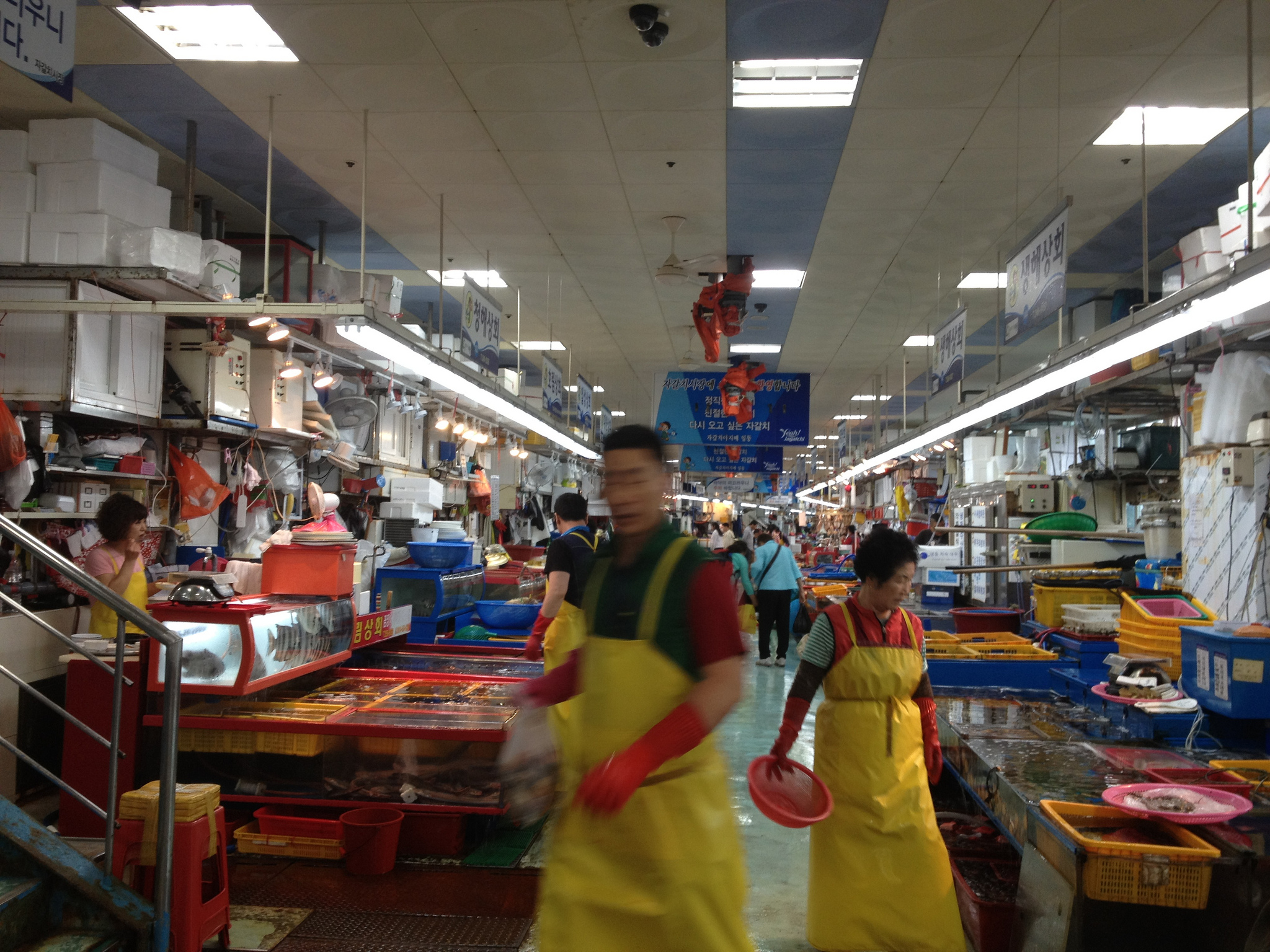
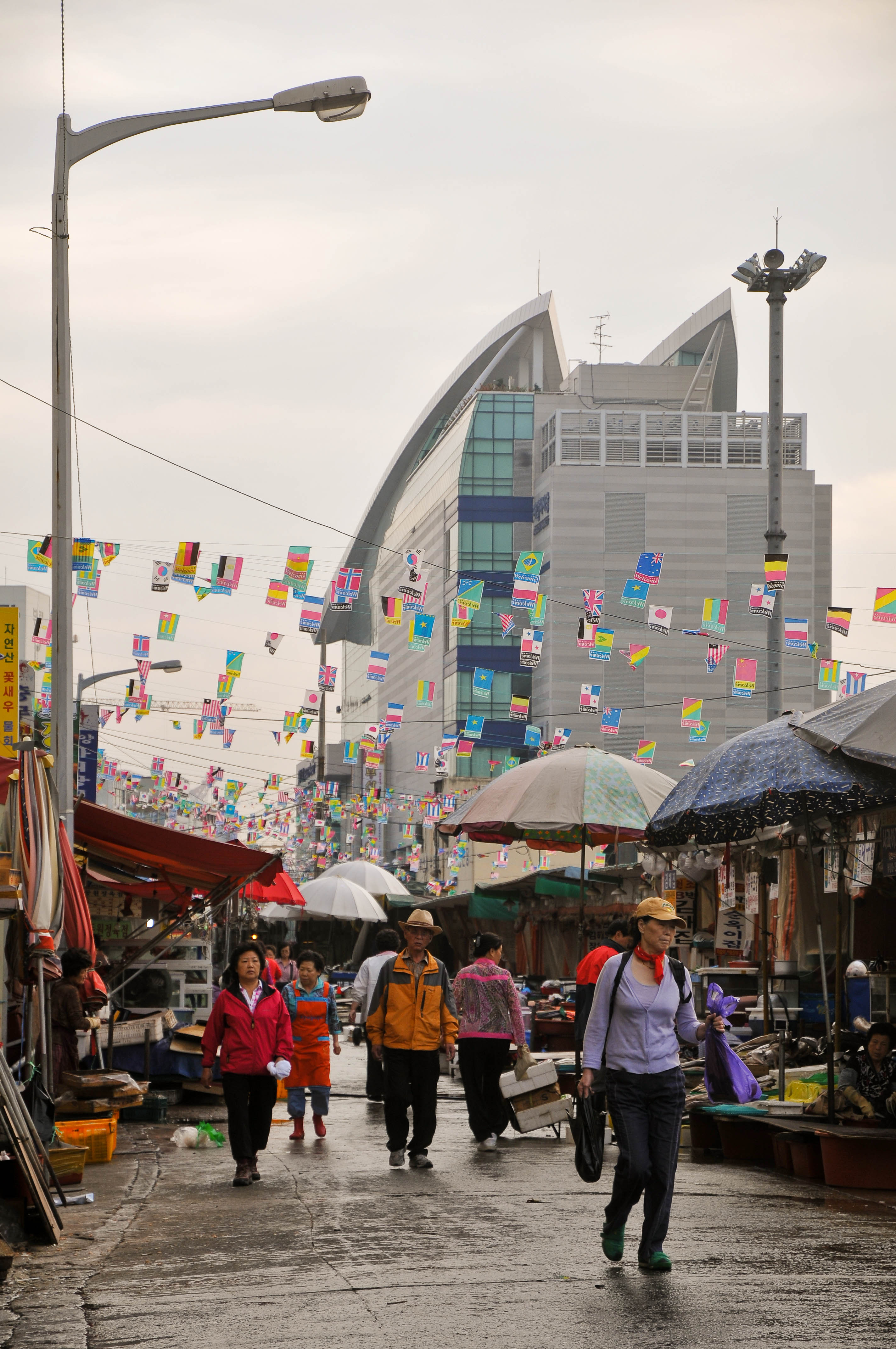
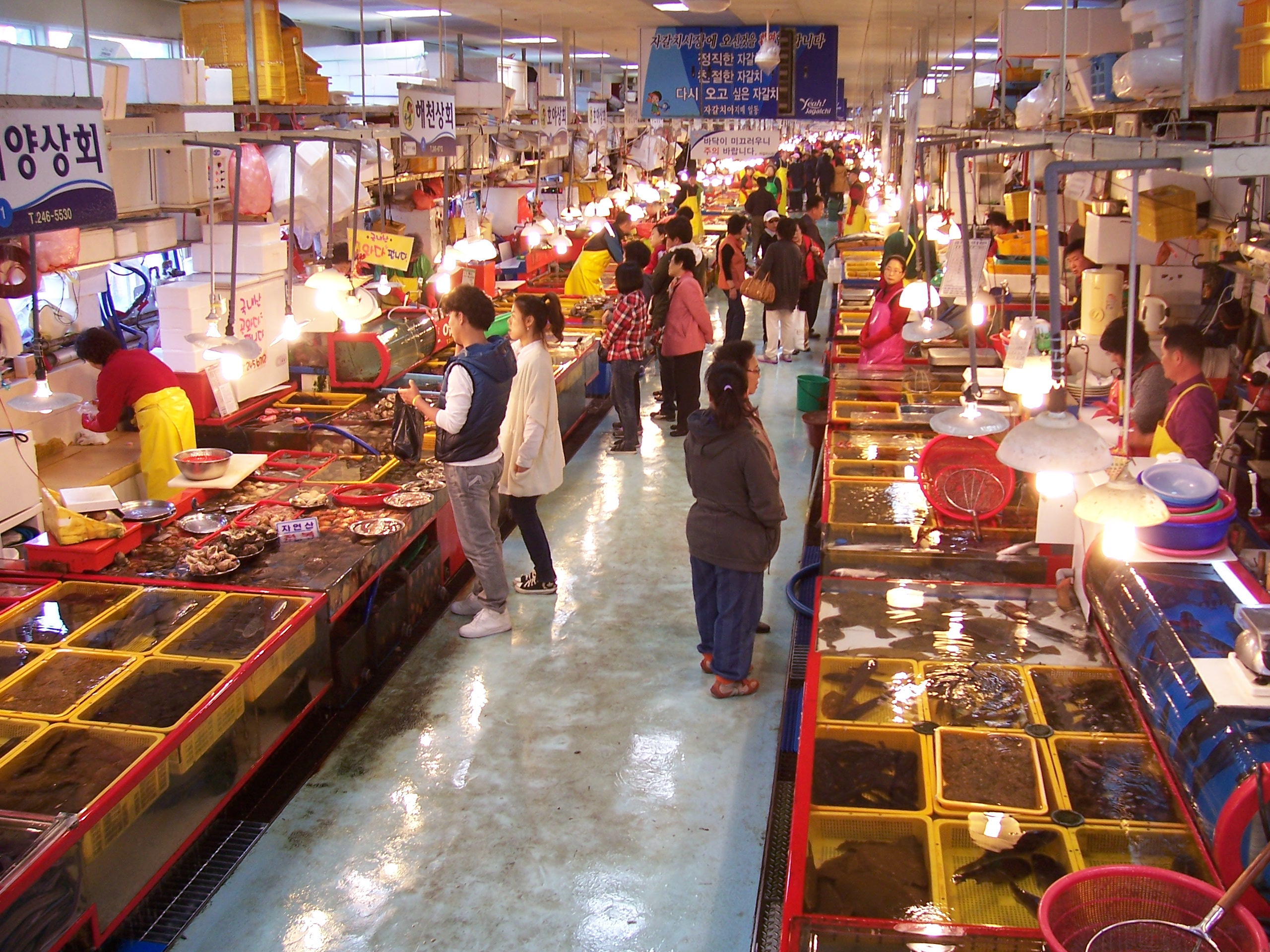